# Priorato di Castle Acre
Il Priorato di Castle Acre era un priorato cluniacense nel villaggio di Castle Acre, Norfolk, Inghilterra, dedicato a santa Maria, san Pietro e san Paolo. 
Tra il 1081 e il 1085, Guglielmo I di Warenne, 1º conte di Surrey, fece costruire il castello di Castle Acre, all'interno del quale portò una piccola comunità di monaci benedettini dal Priorato di Lewes, il primo priorato cluniacense d'Inghilterra, che aveva fondato nel 1077. 
Situato all'interno delle mura del castello, il monastero si rivelò troppo piccolo e scomodo per i monaci. Così, il figlio di Guglielmo (morto nel 1088), Guglielmo di Warenne, 2º conte di Surrey, nel 1089 garantì ai monaci un nuovo spazio e sufficienti risorse per permettere la costruzione del nuovo priorato.
Il priorato fu dissolto nel 1537 e le sue rovine sono oggi affidate alla cura dell'English Heritage.

## Descrizione
La chiesa del priorato fu consacrata tra il 1146 e il 1148. La famiglia Warenne fu la principale benefattrice del priorato, ma non l'unica, poiché donazioni generose arrivarono anche da altre persone, tra cui ad esempio Scolland di Bedale, amministratore di Alan Earl di Richmond, che fu sepolto nel priorato.
Come altre case cluniacensi, il priorato di Castle Acre era direttamente soggetto all'autorità dell'abate di Cluny, in Borgogna, anche se, per ragioni pratiche, il priore di Lewes veniva solitamente incaricato di agire per conto dell'abate quando sorgevano problemi a Castle Acre. Tuttavia, l'obbedienza dovuta ad un abate straniero creava difficoltà quando i re d'Inghilterra erano in contrasto con la Francia e/o la Borgogna. Pertanto, a metà del XIV secolo i cluniacensi inglesi risolsero il problema acquistando dal re uno speciale riconoscimento giuridico di case religiose “autoctone”. Il priorato ospitava dai 20 ai 30 monaci.
La navata della chiesa è una delle parti più antiche delle rovine. Le aggiunte successive continuarono fino a quando, nel 1537, il priorato fu chiuso con la dissoluzione dei monasteri voluta da Enrico VIII e ceduto al duca di Norfolk completo delle sue proprietà. I monaci rimanenti furono espulsi. Il duca lo vendette a Thomas Gresham nel 1558. 

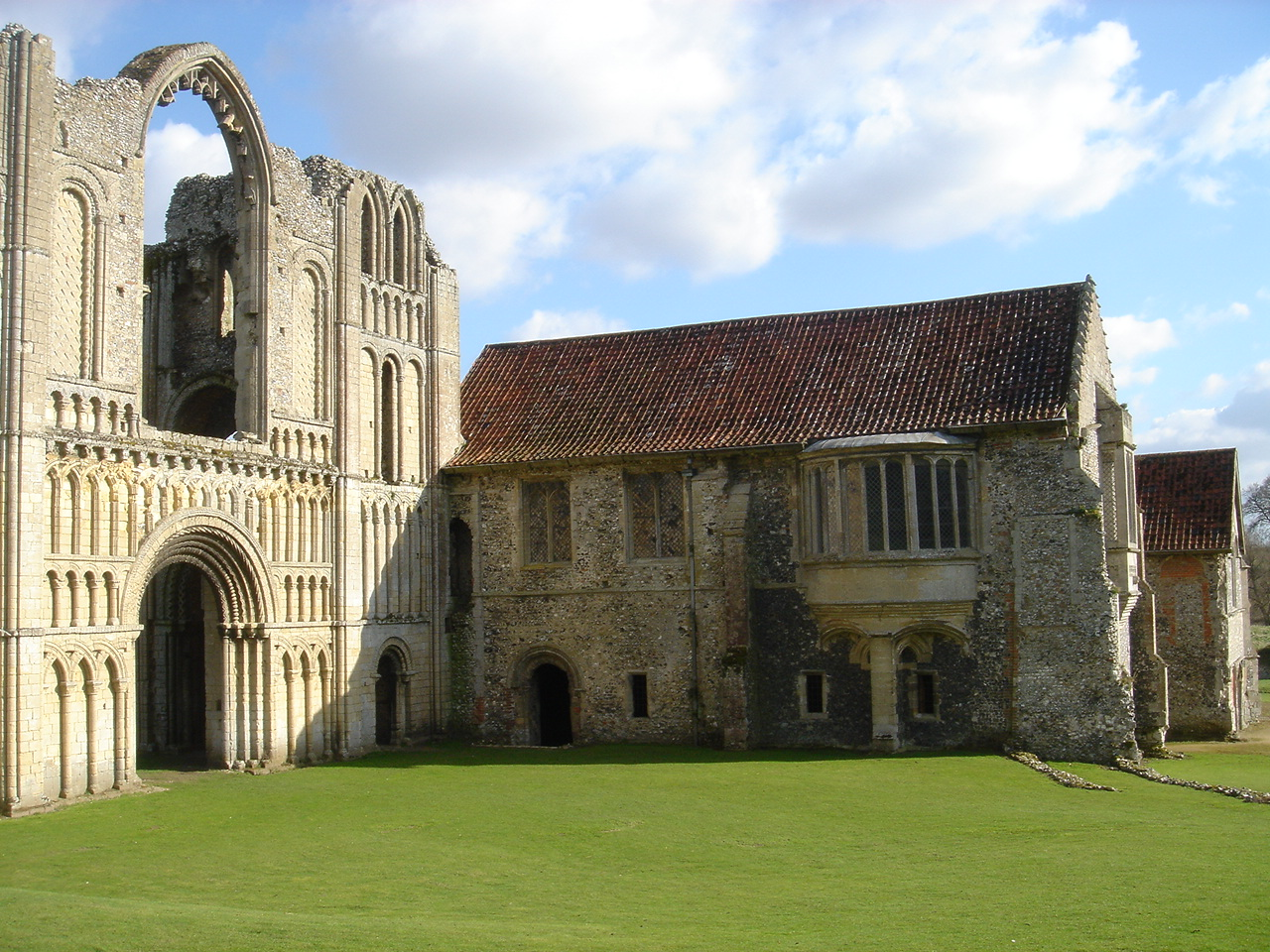
La facciata ovest e l'alloggio del priore

Le proprietà alla fine passarono a sir Edward Coke, il cui discendente, il conte di Leicester, ora possiede le rovine e il castello di Castle Acre.
Le rovine odierne sono molto imponenti, la grande facciata ovest dell'edificio è quasi completa e anche l'alloggio del priore è in condizioni simili.

## Cinema e televisione
Molte scene del film horror classico La tomba di Ligeia (1964, diretto da Roger Corman, con Vincent Price), sono state girate tra le rovine del priorato di Castle Acre.
Il priorato è stato utilizzato anche nel pluripremiato programma televisivo per bambini Knightmare come "Le rovine di Dungarth". 
Anche il thriller di guerra Glorious 39, di Stephen Poliakoff (2009), è stato parzialmente girato tra le rovine del priorato.